# Ванадат лития
Ванадат лития — неорганическое соединение,
соль лития и метаванадиевой кислоты с формулой LiVO3,
жёлтые кристаллы,
растворяется в воде.

## Получение
- Растворение оксида ванадия в растворе гидроксида лития:

{\displaystyle {\mathsf {2LiOH+V_{2}O_{5}{\xrightarrow {90^{o}C}}2LiVO_{3}+H_{2}O}}}

## Физические свойства
Ванадат лития образует жёлтые кристаллы
моноклинной сингонии,
пространственная группа C 2/c,
параметры ячейки a = 1,0158 нм, b = 0,84175 нм, c = 0,58853 нм, β = 110,48°, Z = 4
.
Растворяется в воде.